# Y học thể chất và phục hồi chức năng
Y học vật lý và phục hồi chức năng, hay Y học Phục hồi, trong tiếng Anh còn được gọi là physiatry, là một nhánh của y học nhằm tăng cường và phục hồi chức năng và chất lượng cuộc sống cho những người bị khuyết tật về thể chất hay tàn tật.  Một bác sĩ đã hoàn thành đào tạo trong lĩnh vực này có thể được gọi là một bác sĩ chuyên khoa phục hồi chức năng.  Bác sĩ chuyên khoa phục hồi chức năng điều trị cho những bệnh nhân gặp chấn thương cơ, xương, dây chằng hoặc hệ thần kinh.

## Phạm vi
Ở bệnh viện, các bác sĩ chuyên khoa thường điều trị cho những bệnh nhân bị cắt cụt chi, chấn thương cột sống, đột quỵ, chấn thương sọ não và các chấn thương suy nhược khác.  Trong điều trị cho những bệnh nhân này, các bác sĩ khoa phục hồi chức năng dẫn đầu một nhóm liên ngành gồm các chuyên viên trị liệu vật lý, nghề nghiệp, giải trí và ngôn ngữ, điều dưỡng, nhà tâm lý học, và nhân viên xã hội.  Ở các cơ sở ngoại trú, bác sĩ cũng điều trị cho bệnh nhân bị chấn thương cơ và khớp, hội chứng đau, vết thương không lành và các tình trạng vô hiệu hóa khác.  Bác sĩ khoa phục hồi chức năng được đào tạo để thực hiện tiêm bắp và cũng như các nghiên cứu dẫn truyền thần kinh.

## Lịch sử
Trong nửa đầu thế kỷ 20, hai chuyên khoa không chính thức, khoa y học vật lý và khoa phục hồi chức năng, được phát triển riêng biệt, nhưng trên thực tế cả hai đều điều trị cho các quần thể bệnh nhân tương tự bao gồm những người bị thương tật.  Frank H. Krusen là người tiên phong của y học thể chất, trong đó nhấn mạnh đến việc sử dụng các tác nhân vật lý, như thủy trị liệu và oxy hyperbaric, tại Đại học Temple và sau đó tại Mayo Clinic và chính ông đã đặt ra thuật ngữ 'physiatry' vào năm 1938.  Y học phục hồi chức năng đã trở nên nổi bật trong cả hai cuộc Thế Chiến trong việc điều trị cho những binh sĩ và người lao động bị thương.  Howard A. Rusk, một bác sĩ nội khoa từ Missouri, đã trở thành người tiên phong của y học phục hồi chức năng sau khi được chỉ định để phục hồi các phi công trong Thế chiến II.  Năm 1944, Ủy ban Baruch, được ủy quyền bởi nhà từ thiện Bernard Baruch, đã xác định chuyên khoa là sự kết hợp của hai lĩnh vực và đặt khuôn khổ cho sự chấp nhận như là một chuyên khoa y tế chính thức.  Ủy ban cũng phân phối các quỹ để thiết lập các chương trình đào tạo và nghiên cứu trên toàn quốc.  Chuyên khoa được gọi là y học thể chất và phục hồi chức năng ở Hoa Kỳ được chính thức thành lập vào năm 1947, khi một Hội đồng Y học Thể chất độc lập được thành lập dưới quyền của Hội đồng Chuyên khoa Y khoa Hoa Kỳ.  Năm 1949, với sự hối thúc của bác sĩ Rusk và nhiều cá nhân khác, chuyên khoa đã kết hợp với khoa phục hồi chức năng và đổi tên thành Y học Thể chất và Phục hồi chức năng.